# Persoonia flexifolia
Persoonia flexifolia är en tvåhjärtbladig växtart som beskrevs av Robert Brown. Persoonia flexifolia ingår i släktet Persoonia och familjen Proteaceae. Inga underarter finns listade i Catalogue of Life.